# InfoWorld
InfoWorld（IW ）は、アメリカの情報技術メディアである。1978年に月刊誌として創刊され、2007年にウェブのみの発行へ移行した。親会社は International Data Group であり、姉妹誌には Macworld や PC World がある。InfoWorld はサンフランシスコに本社を構え、寄稿者やサポートスタッフは米国内各地に拠点を持つ。
InfoWorld の読者は、設立以来、主に IT およびビジネスの専門家で構成されている。経験豊富な技術ジャーナリストや現役の技術実務家によるハウツー、分析、編集コンテンツに重点を置いている。サイトの月間ページビューは平均 460 万、月間ユニークビジター数は 110 万である。

## 歴史
InfoWorldは1978年にジム・ウォーレンによって「The Intelligent Machines Journal（IMJ）」として創刊された.。1979年後半にIDGに売却され、1980年2月18日に雑誌名は InfoWorld に変更された。1986年にはロバート・X・クリンジリーによるコラムが始まり、多くの人にとってこの匿名コラムは InfoWorld の顔となり、特にシリコンバレーとの密接な関係を象徴していた。
1987年6月15日発行の第9巻第24号まで、InfoWorld は CW Communications, Inc. の子会社である Popular Computing, Inc. によって発行されていた。それ以降は、IDG Communications, Inc. の子会社である InfoWorld Publishing, Inc. によって発行されている。
Ethernet の発明者であるロバート・メトカーフは、1991年から1996年まで CEO 兼発行者を務め、2000年まで毎週コラムを寄稿していた。雑誌が Web のみに移行したため、最後の印刷版は 2007年4月2日（第29巻、第14号、番号1384）となった。
ウェブ版では、InfoWorld は広く公開されているニュース記事から、ハウツー、専門家による調査、ソートリーダーに重点を置くようになった。